# Shamil Serikov
Shamil Serikov (Almaty, Kazajistán, Unión Soviética, 5 de marzo de 1956-ídem, 22 de noviembre de 1989) fue un deportista soviético especialista en lucha grecorromana donde llegó a ser campeón olímpico en Moscú 1980.

## Carrera deportiva
En los Juegos Olímpicos de 1980 celebrados en Moscú ganó la medalla de oro en lucha grecorromana de pesos de hasta 57 kg, por delante del luchador polaco Józef Lipień (plata) y del sueco Benni Ljungbeck (bronce).